# Eustrangalis latericollis
Eustrangalis latericollis là một loài bọ cánh cứng trong họ Cerambycidae.